# Barbara Peveling
Barbara Peveling (geboren 1974 in Siegen) ist eine deutsche Ethnologin, Autorin und Journalistin, die auch in Frankreich tätig ist.

## Leben
Barbara Peveling wuchs im Rheinland und in der Schweiz auf und arbeitete von 1995 bis 1997 in einer sozialpädagogischen Einrichtung im israelischen Beʾer Scheva. Sie studierte  in Tübingen und Paris, zunächst bei Uwe Kolbe am Studio Literatur und Theater der Universität Tübingen. Für ihre Promotion im Fach Ethnologie bei Thomas Hauschild erhielt sie die Graduiertenförderung der Universität Tübingen sowie das Egide Stipendium der französischen Botschaft in Berlin. Sie wurde zudem in Geschichte bei Sylvie Anne Goldberg am EHESS in Paris promoviert.
Als Ethnologin arbeitet sie zu den Themen Migration und Religion im Mittelmeerraum. Ihre Dissertation Zwischen Orient und Okzident. Identität und Differenz nordafrikanischer Juden in Frankreich wurde 2015 mit dem Manfred-Görg-Juniorpreis in München ausgezeichnet. Neben anderen Preisen war sie außerdem Finalistin beim Open Mike 2006. Sie ist Mitgründerin des PEN Berlin.
Peveling lebt in Deutschland und Frankreich.

## Veröffentlichungen
- Wir Glückspilze, Nagel & Kimche Verlag, Zürich, 2009, ISBN 978-3-312-00431-7
- Rachid, Goldegg Verlag, Wien, 2017, ISBN 978-3-99060-022-1
- Kinderkriegen. Reproduktion Reloaded, herausgegeben mit Nikola Richter, Edition Nautilus, 2021, ISBN 978-3-96054-253-7
- Ich will den Blitz nicht verpassen, Weissmann Verlag, Köln, 2023, ISBN 978-3949168093
- Gewalt im Haus: Intime Formen der Dominanz, Edition Nautilus, Hamburg, 2024, ISBN 978-3-96054-376-3

## Auszeichnungen
- Manfred Görg-Juniorpreis 2015[4]
- Goldegg Stipendium 2015[5]
- 1. Preis der Stadt Stockstadt zur Buchmesse im Ried 2019
- Stipendium  Atelier Galata, Kunststiftung NRW 2025